# 前斑蛛
前斑蛛（学名：Euophrys frontalis）为跳蛛科斑蛛属的动物。分布于古北区以及中国的新疆等地，多栖息于草丛。该物种的模式产地在法国。